# Gymnoscelis jubilata
Gymnoscelis jubilata är en fjärilsart som beskrevs av Louis Beethoven Prout 1958. Gymnoscelis jubilata ingår i släktet Gymnoscelis och familjen mätare. Inga underarter finns listade i Catalogue of Life.